# ایهاب المتبولی
ایهاب المتبولی (انگلیسی: Ihab Al-Matbouli؛ زادهٔ ۶ نوامبر ۱۹۸۵) بوکسور اهل اردن است.